# Pachycymbium
Pachycymbium là chi thực vật có hoa trong họ Apocynaceae.